# Schuyler County (New York)
Schuyler County ist ein County im Bundesstaat New York der Vereinigten Staaten. Bei der Volkszählung im Jahr 2020 hatte das County 17.898 Einwohner und eine Bevölkerungsdichte von 21 Einwohner pro Quadratkilometer. Der Verwaltungssitz (County Seat) ist Watkins Glen.

## Geschichte
Das County ist nach dem General Philip Schuyler benannt und wurde am 17. April 1854 gegründet.
Ein Ort im County hat den Status einer National Historic Landmark, die archäologische Fundstätte Lamoka.
16 Bauwerke und Stätten des Countys sind insgesamt im National Register of Historic Places eingetragen (Stand 21. Februar 2018).

## Geographie
Das County hat eine Fläche von 886 Quadratkilometern, wovon 35 Quadratkilometer Wasserfläche sind.

## Städte und Ortschaften
- Burdett
- Catharine
- Cayuta
- Dix
- Hector
- Montour
- Montour Falls
- Odessa
- Orange
- Reading
- Tyrone
- Watkins Glen